# Paulino Garagorri
Paulino Garagorri (São Sebastião 1916- Madrid 2007) foi filósofo, crítico e ensaísta espanhol, ligado aos grupos de trabalho formados em torno de José Ortega y Gasset, professor de Filosofia e História do Pensamento Político na Universidade de Madri.

## Pensamento
Ele produziu ensaios filosóficos, escreveu críticas literárias e estava interessado no hispanismo. Em seu pensamento, Garagorri analisou a vida como realidade radical. Segundo Garagorri, uma vida apropriada requer a amalgamação da coexistência e da sociabilidade junto com a prática da razão abstrata. Em sua opinião, a vida só pode ser entendida se considerarmos a intencionalidade e a consciência humana. Segundo Garagorri, o homem nunca será capaz de conhecer plenamente a realidade, negando assim a aspiração ao valor absoluto da razão abstrata, destacando assim o ser humano em sua essência paradoxal.[carece de fontes?]

## Obras
- La paradoja del filósofo
- Ortega, una reforma de la filosofía, 1958
- Unamuno, Ortega, Zubiri en la filosofía española, 1968
- Introducción a Ortega, 1970
- Introducción a Miguel de Unamuno, 1986
- La revista de Occidente (Secretario, editor a partir de 1963)